# الخطوط الجوية المتحدة الرحلة 2885
يونايتد ايرلاينز الرحلة 2885 هي رحلة طيران أمريكية من كليفلاند (أوهايو) إلي لوس أنجلوس عبر ديترويت في 11 يناير 1983 وتحمل علي متنها 3 من أفراد الطاقم وكانت من طراز دوغلاس دي سي-8 وعندما وصلت إلي في-1 للأقلاع من مطار ديترويت ارتكب الطيار خطأ فادحا وتسبب في مقتل جميع أفراد.الطاقم.الثلاثة